# Nebel (rivière)
Pour les articles homonymes, voir Nebel.
La Nebel est une rivière de 60 km de long qui coule dans le Nord de l'Allemagne dans le land de Mecklembourg-Poméranie-Occidentale. Elle est un affluent de la Warnow, ses eaux se jettent donc dans la mer Baltique.

## Source
- (de) Cet article est partiellement ou en totalité issu de l’article de Wikipédia en allemand intitulé « Nebel (Fluss) » (voir la liste des auteurs).